# Aderus arcuaticeps
Aderus arcuaticeps é uma espécie de inseto besouro da família Aderidae. Foi descrita cientificamente por Maurice Pic em 1912. A identificação no género Aderus não é completamente clara, está considerado incertae sedis.

## Distribuição geográfica
Habita na Austrália.